# 智崴資訊
智崴資訊股份有限公司為一間體感娛樂設備廠商，創立於2001年10月30日。智崴總部位於台灣高雄，是一家擁有多元化軟硬整合與豐富數位內容創作經驗的科技公司。從軟體及硬體研發、製造與系統整合、場域設計規劃與建置，單一元件系統到完整專案皆為其業務範圍。
自2001年智崴資訊成立於高雄，創辦人歐陽志宏先生創業初期帶領團隊完成許多手機應用軟體介面和3D網站架設的政府、企業標案等。2008年時，位在高雄的義大樂園希望能在台灣打造一座體感模擬遊樂設備「飛越台灣」，因緣際會聯繫上智崴。當時的智崴，一套模擬器設備都沒有做過，且公司團隊皆為軟體工程師。面對義大世界的需求，歐陽志宏先生堅信智崴擁有製作遊戲模擬器的技術，帶領團隊花了兩年的時間研究，終於突破專利，於2010年成功打造出由台灣設計、製造的飛行劇院。
整合各家廠商的技術，成功打造飛行劇院後，智崴引起國際主題樂園市場注意，2010 年受邀製作加拿大首座飛行劇院「飛越加拿大」（FlyOver Canada）。飛行劇院的搭建地在加拿大溫哥華著名的郵輪碼頭Canada Place二樓，除了現地的施工不易，更面臨設計變更的高規格挑戰。種種的困難不斷出現在面前，最後終於在2013年順利開幕「飛越加拿大」，兩年內就達到 100 萬人次搭乘。自第一座海外飛行劇院後，智崴持續於體感遊樂設備市場布局，現已居於全球飛行劇院遊樂設備領導地位，於全球如美國、英國、德國、荷蘭、冰島、澳洲、日本、越南、中國、哈薩克和阿布達比等各地區搭建超過50餘座的大型體感遊樂設備。

## 來源
1. ↑  . tw.stock.yahoo.com.   [2018-04-28]. （原始内容存档于2018-04-29） （中文）.
2. ↑  呂宗耀. . 今周刊. 2012-12-20  [2018-04-28]. （原始内容存档于2018-04-29） （中文）.
3. ↑  . Brogent Technologies Inc.   [2018-04-28]. （原始内容存档于2018-04-29） （中文）.
4. 1 2  Editorial, Reuters. . U.S. 2018-04-28  [2018-04-28]. （原始内容存档于2018-04-29）.
5. ↑  . （原始内容存档于2018-04-29）.
6. 1 2  . tw.stock.yahoo.com.   [2018-04-28]. （原始内容存档于2018-04-29） （中文）.
7. ↑  . HiStock嗨投資理財社群. 2018-02-01  [2018-04-28]. （原始内容存档于2018-04-29） （中文）.
8. ↑  .   [2018-04-28]. （原始内容存档于2018-04-29）.
9. ↑  . HiStock嗨投資理財社群. 2018-02-01  [2018-04-28]. （原始内容存档于2018-04-29） （中文）.
10. 1 2  . HiStock嗨投資理財社群. 2018-02-01  [2018-04-28]. （原始内容存档于2018-04-29） （中文）.
11. ↑  經濟部加工出口管理處. . 高雄軟體園區資訊服務網-高軟e網.   [2018-04-28]. （原始内容存档于2018-04-28） （中文）.
12. ↑  . Bloomberg. 2014-03-05  [2018-04-28]. （原始内容存档于2018-04-29）.

## 延伸閱讀
- . 經濟日報. 2019-07-21  [2019-07-21]. （原始内容存档于2019-07-22） （中文）.
- . 哈佛商業評論. 2019-05-09  [2019-05-09]. （原始内容存档于2019-09-26） （中文）.
- 打敗迪士尼成為冠軍！ 這家MIT飛行劇院全球市占率高達90% （页面存档备份，存于）. 今周刊. 2022-12-01 [2022-12-01].

## 外部連結
- . brogent.nsysu.edu.tw. 2018-03-14  [2018-04-28]. （原始内容存档于2018-04-29） （中文）.
- . 自由時報電子報. 2017-12-02  [2018-04-28]. （原始内容存档于2018-04-27） （中文）.
- YouTube上的MIT體感科技超越迪士尼 成功輸出10國
- YouTube上的智崴資訊頻道
- i-Ride 體驗中心 （页面存档备份，存于）